# Fancy Chemutai
Fancy Chemutai (* 20. März 1995) ist eine kenianische Langstreckenläuferin.

## Werdegang
Bei ihrem Debüt beim Prag-Halbmarathon wurde sie Dritte, beim Göteborgsvarvet in Göteborg gewann sie in 1:07:58 h. In Valencia am 22. Oktober 2017 wurde sie mit 1:05:36 h Zweite hinter Joyciline Jepkosgei.
Im Jahr 2018 gewann sie den RAK-Halbmarathon mit der zweitschnellsten je gelaufenen Zeit von 1:04:52 h, knapp vor ihren Landsleuten Mary Keitany und Caroline Chepkoech Kipkirui. Dabei verfehlte sie den geltenden Weltrekord von Joyciline Jepkosgei lediglich um eine Sekunde.
2019 gewann Chemutai die 10.000 m beim BAA 10K (Boston Athletic Association) in Boston mit 30:36 min und schaffte damit einen neuen Veranstaltungsrekord. Im September 2019 war sie nur eine Sekunde langsamer und wurde beim 10-km-Straßenlauf Birell 10k Race in Prag mit 30:37 min hinter Sheila Chepkirui (29:57 min), Dorcas Jepchumba Kimeli (29:57 min) und Norah Jeruto (30:07 min) (alle Läuferinnen aus Kenia) Vierte.

## Bestzeiten
- 10-km-Straßenlauf, 30:06 min, Prag, 9. September 2017
- Halbmarathon, 1:04:52 h, Ra’s al-Chaima, 9. Februar 2018
- Marathonlauf, 2:18:11 h, Valencia, 4. Dezember 2022